# Tronçon
Cet article possède des paronymes, voir Troncon et Radar tronçon.
Le Tronçon est une rivière française de Bretagne et de Normandie, affluent du Couesnon en rive droite, dans les départements d'Ille-et-Vilaine et de la Manche.

## Géographie
Le Tronçon prend sa source en bordure du territoire du Ferré et prend la direction de l'ouest. Après quelques dizaines de mètres dans cette commune, il fait immédiatement fonction de limite entre les départements d'Ille-et-Vilaine et de la Manche, et réoriente son cours vers le nord-ouest puis vers le sud et enfin vers l'ouest. Quatre kilomètres avant sa confluence avec le Couesnon, il entre pleinement en Ille-et-Vilaine et se joint aux eaux du Couesnon à Antrain, après un parcours de 17,2 km entre Avranchin et Coglais.